# Maximilian Schäffler
Maximilian Schäffler (* 30. März 1992 in Kaufbeuren) ist ein deutscher Eishockeyspieler, der zuletzt beim ESV Kaufbeuren in der DEL2 unter Vertrag stand.

## Karriere
Maximilian Schäffler begann seine Karriere als Eishockeyspieler in seiner Heimatstadt in der Nachwuchsabteilung des ESV Kaufbeuren, für den er unter anderem in der Schüler-Bundesliga, Jugend-Bundesliga, Junioren-Bundesliga sowie der Deutschen Nachwuchsliga aktiv war. In der Saison 2008/09 gab der Flügelspieler sein Debüt für die Seniorenmannschaft des ESV Kaufbeuren, mit der er als Meister der drittklassigen Oberliga Süd auf Anhieb in die 2. Eishockey-Bundesliga aufstieg. In der 2. Bundesliga konnte er anschließend drei Jahre lang als Stammspieler in Kaufbeuren Spielpraxis im Profieishockey sammeln.
Zur Saison 2012/13 wurde Schäffler von den Augsburger Panthern aus der Deutschen Eishockey Liga verpflichtet. Parallel zum Spielbetrieb in der DEL kam er mit einer Förderlizenz für den Oberligisten EHC Klostersee zum Einsatz.
Ab August 2015 stand Schäffler wieder in Kaufbeuren unter Vertrag, nachdem er sich zuvor nicht in der DEL durchsetzen konnte. Nach 388 Pflichtspieleinsätzen in der DEL2 für den ESVK wurde Max Schäffler kein neues Vertragsangebot für die Saison 2019/2020 unterbreitet.

### International
Für Deutschland nahm Schäffler an der U18-Junioren-Weltmeisterschaft der Division I 2010 teil.

## Erfolge und Auszeichnungen
- 2009 Meister der Oberliga Süd und Aufstieg in die 2. Bundesliga mit dem ESV Kaufbeuren

### International
- 2010 Aufstieg in die Top-Division bei der U18-Junioren-Weltmeisterschaft der Division I

## 2. Bundesliga-Statistik
(Stand: Ende der Saison 2011/12)